# Venezzia
 (août 2025).
Motif : Absence de sources
- Archive Wikiwix
- Bing
- Cairn
- DuckDuckGo
- E. Universalis
- Gallica
- Google
- G. Books
- G. News
- G. Scholar
- Persée
- Qwant
- (zh) Baidu
- (ru) Yandex
- (wd) trouver des œuvres sur Wikidata

| 1. | Préciser le motif de la pose du bandeau. | Précisez le motif de la pose du bandeau en utilisant la syntaxe suivante : {{admissibilité à vérifier\|date=août 2025\|motif=remplacez ce texte par le motif}}                |
| 2. | Informer les utilisateurs concernés.     | Pensez à avertir le créateur de l'article, par exemple, en insérant le code ci-dessous sur sa page de discussion : {{subst:avertissement admissibilité à vérifier\|Venezzia}} |

Venezzia est une série de  bande dessinée fantastique dessinée par Noë Monin sur un scénario de Laurent Koffel, dont le premier volume est paru en 2006 après une prépublication dans le magazine Coyote.

## Scenario
Venezzia nous raconte les histoires parallèles de Jay et Riguel, de jeunes habitants des bas-fonds de Venezzia et de Kassian, dictateur aux projets inquiétants. L'histoire se déroule dans un univers de type Steam Punk à mi-chemin entre Last Exile et Final Fantasy 7.

## Albums
1. Wardelia (15 novembre 2006)

## Publication

### Périodique
- Coyote magazine

### Éditeur
- Carabas (collection « Igloo ») : tome 1 (première édition du tome 1)